# Villa de la Faisanderie
La villa de la Faisanderie est une voie du 16e arrondissement de Paris, en France.

## Situation et accès
La villa de la Faisanderie est une voie privée située dans le 16e arrondissement de Paris. Elle débute au 26, rue de la Faisanderie et se termine au 88, boulevard Flandrin.
Le quartier est desservi par la ligne 2 à la station Porte Dauphine et par la ligne C du RER à la gare de l'avenue Foch.

## Origine du nom
Son nom se réfère à l’ancienne faisanderie du château de la Muette, en raison du voisinage de la rue de la Faisanderie.

## Historique

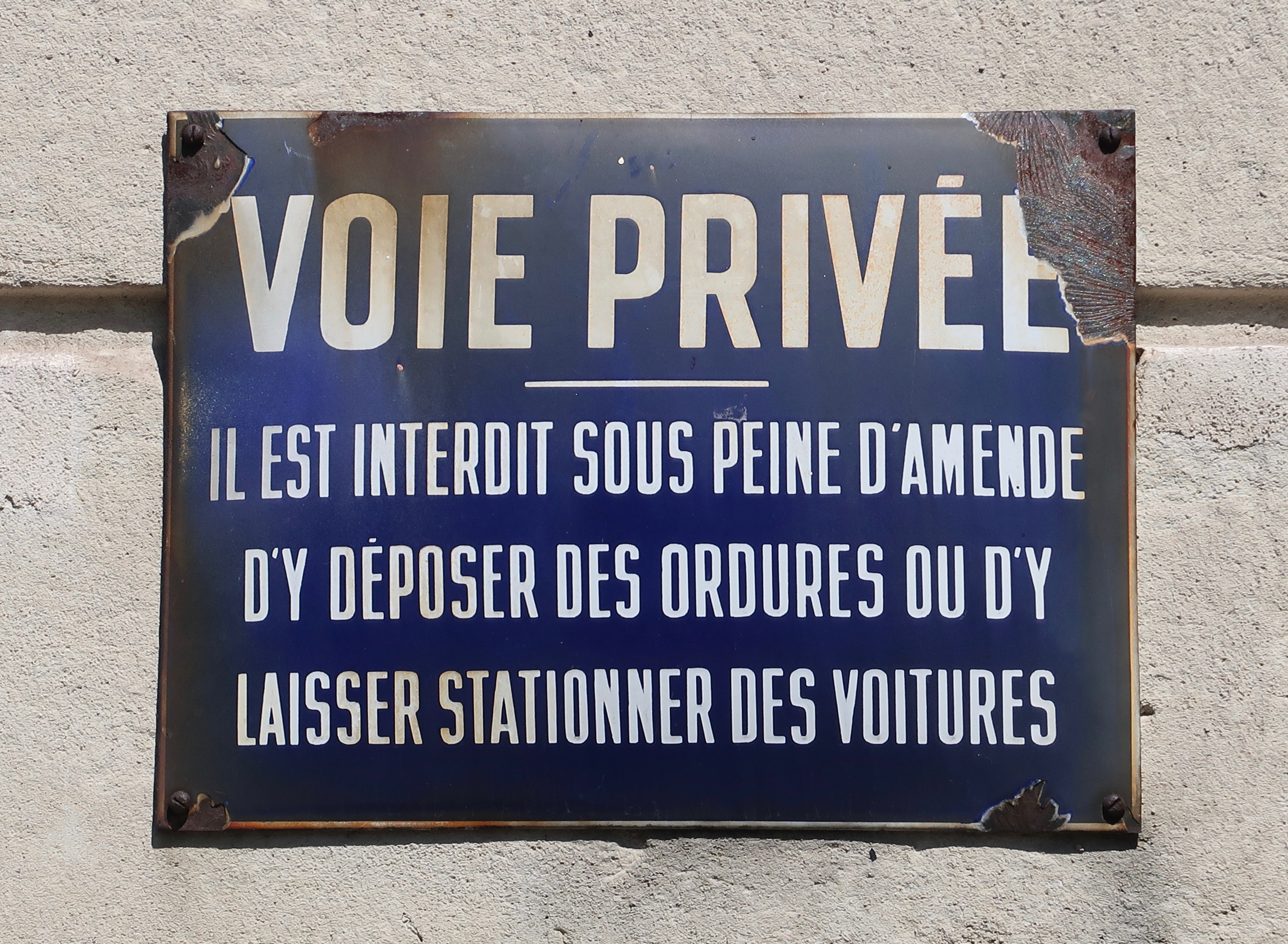
Plaque au croisement avec le boulevard Flandrin.

Avant 1903, la voie s’appelait « passage Cothenet », puis « rue Cothenet » du nom d'un propriétaire. Ouverte à la circulation publique par un arrêté du 23 juin 1959, elle prend sa dénomination actuelle par un décret municipal du 16 décembre 1998.
Si la rue est ouverte à la circulation publique, une plaque ancienne installée au croisement avec le boulevard Flandrin indique qu'il est interdit d'y stationner des voitures.